# Psilocymbium incertum
Psilocymbium incertum är en spindelart som beskrevs av Alfred Frank Millidge 1991. Psilocymbium incertum ingår i släktet Psilocymbium och familjen täckvävarspindlar.
Artens utbredningsområde är Colombia. Inga underarter finns listade i Catalogue of Life.